# Котешев, Анатолий Алексеевич
Анатолий Алексеевич Котешев (р.16 июля 1944) — советский фехтовальщик, серебряный призёр Олимпийских игр, чемпион мира.

## Биография
Родился в 1944 году в Новосибирске. С 1960 года начал обучаться фехтованию у заслуженных тренеров РСФСР Германа Александровича Свешникова и Владимира Ивановича Никифорова. В 1970 году в составе команды выиграл чемпионат мира. В 1971 году стал бронзовым призёром чемпионата мира. В 1972 году на Олимпийских играх в Мюнхене завоевал серебряную медаль. В 1973 году вновь выиграл чемпионат мира.
В 1979 году окончил Новосибирский электротехнический институт.

## Награды
Медаль «За трудовое отличие» (1973).